# Катуниште
Катуниште (болг. Катунище) — село в Болгарии. Находится в Сливенской области, входит в общину Котел. Население составляет 26 человек.
Село находится в 13 км от административного центра общины — города Котел и в 52 км от областного центра города Сливен. Неподалёку от села, к югу, протекает река Нейковската.

## Политическая ситуация
Катуниште подчиняется непосредственно общине, так как население села менее 250 жителей и не имеет своего кмета.
Кмет (мэр) общины Котел — Христо Русев Киров (коалиция партий: национальное движение «Симеон Второй» (НДСВ) и движение «За права и свободы» (ДПС)) по результатам выборов.

## Известные жители
Катуниште — родина воеводы Kaра Танаса, жившего в XVIII веке.

## Религия
Жители села православные христиане. В селе есть храм XIX века во имя Святой Троицы.